# 勝間村 (山口県)
勝間村（かつまそん）は、山口県熊毛郡にあった村。現在の周南市の南東部、岩徳線・勝間駅の周辺にあたる。

## 地理
- 山岳：虎ヶ岳、烏帽子岳
- 河川：中村川

## 歴史
- 1889年（明治22年）4月1日 - 町村制の施行により、呼坂村・大河内村の区域をもって発足。
- 1956年（昭和31年）9月30日 - 三丘村・高水村・八代村と合併して熊毛町が発足。同日勝間村廃止。

## 交通

### 鉄道路線
- 日本国有鉄道
  - 岩徳線
    - 勝間駅

現在は旧村域に大河内駅が所在するが、当時は未開業。また、現在は旧村域を山陽新幹線が通過するが、当時は未開業。

### 道路
- 国道2号

現在は旧村域を山陽自動車道が通過するが、当時は未開通。